# 근후설 원순 근고모음
근후설 원순 근고모음(近後舌 圓脣 近高母音) 또는 근후설 원순 근폐모음(近後舌 圓脣 近閉母音)은 홀소리의 하나이다.
- 이 홀소리는 혀의 위치를 후설모음에 가깝게 해서 발음하는 근후설모음이다.
- 이 홀소리는 입술을 둥글게 하고 발음하는 원순모음이다.
- 이 홀소리는 혀의 위치를 고모음에 가깝게 해서 발음하는 근고모음이다.

### 예
| 언어          | 철자    | 발음      | 뜻         | 비고        |
| 아삼어        | কোৰ      | [kʊɹ]     | '괭이'     | 중고모음화. |
| 미국 영어     | hook    | [hʊ̞k]     | '갈고리'   | 중고모음화. |
| 아일랜드 영어 | hook    | [hʊk]     | '갈고리'   |             |
| 페로어        | gult    | [kʊɬt]    | '노란'     |             |
| 고전 라틴어   | puella  | [pʊɛlla]  | '소녀'     |             |
| 웨일스어      | gẃraidd | [ɡʊ.raið] | '남자다운' |             |